# José Javier Hombrados
José Javier Hombrados (Madrid, 1972. április 7.) spanyol kézilabdázó.
Magassága: 195 cm

Súlya: 97 kg

Posztja: kapus

Csapata: BM Ciudad Real

Mezszáma: 1

## Pályafutása
José Javier Hombrados immáron nyolcadik éve erősíti a BM Ciudad Real csapatát, melynek egyben kapitánya is, valamint a spanyol válogatottnak is évek óta fontos tagja.

### Eddigi csapatai
- BM Safa
- BM Atlético de Madrid
- CB Cantabria
- SD Teucro
- Ademar Leon 1997-2000
- Portland San Antonio 2000-2002
- BM Ciudad Real 2002-

## Sikerei
- Liga ASOBAL győztes: 1994, 2002, 2004, 2007, 2008, 2009
- Bajnokok Ligája győztes: 1994, 2001, 2006, 2008, 2009
- EHF Cup Winner's Cup győztes: 1999 és 2003
- Copa del Rey győztes: 1996, 2002, 2003 és 2008
- Copa ASOBAL győztes: 1998, 1999, 2004, 2005, 2006, 2007, 2008
- Europeai Szuper Kupa győztes: 2001, 2006, 2007, 2008, 2009
- Spanyol Szuper Kupa győztes: 2005 és 2008
- Világbajnokság: aranyérem 2005
- Európa-bajnokság: ezüstérem 1996, 2006
- Olimpia: bronzérem 2008